# Campionato Nazionale 1923-1924
La stagione 1923-1924 è stato il nono Campionato Nazionale, e ha visto campione l'Hockey Club Rosey-Gstaad.

## Gruppi

### Serie Est
| St. Moritz 26 dicembre 1923 | St. Moritz | 4 – 3 referto | Davos |  |

### Serie Ovest
| Château-d'Oex 13 gennaio 1924 | Château-d'Œx | 3 – 7 referto | Rosey-Gstaad |  |

## Finale
| St. Moritz 26 gennaio 1924 | St. Moritz | 0 – 3 (Forfait) referto | Rosey-Gstaad |  |

I due vincitori dei gruppi regionali, l'Hockey Club Rosey-Gstaad e l'Eishockeyclub St. Moritz si sarebbero dovuti incontrare sabato 26 gennaio 1924 alla pista di ghiaccio di St. Moritz per decretare il campione svizzero. Il St. Moritz ha inviato un telegramma al Rosey per rinviare la partita, ma la squadra era già in viaggio e ha raggiunto la località della gara il venerdì sera. Il motivo è che la squadra grigionese non ha disputato molte partite durante la stagione e i giocatori erano fuori allenamento e quindi non hanno disputato la finale.

## Verdetti
| Campionato Nazionale 1923-1924 | Campionato Nazionale 1923-1924 |
| ------------------------------ | ------------------------------ |
| Campionato Nazionale           | Rosey-Gstaad                   |